# Cristina Pizarro
Cristina Pizarro Silva (Santiago, Chile, 26 de septiembre de 1947) es una escultora y activista ambiental chilena. Entre los años 1993 y 2022 se desempeña como Presidenta y socia fundadora de la Corporación Cultural Artistas Pro Ecología en Santiago.

## Biografía
Ingresa a la Universidad de Chile, Facultad de Artes  en 1968, siendo alumna del escultor Felipe Castillo, con quien se casa posteriormente. 
En 1975 se traslada a Ámsterdam - Holanda en donde realizó sus estudios con el escultor Jan Jacobs,entre los años 1975 y 1977. Su permanencia en Europa y Estados Unidos le permiten tomar gran conocimiento en su calidad de artista plástica.
En 1983 cura y coordina, junto a los escultores Felipe Castillo y Harold Krusell, la exposición "El Arte y La Supervivencia del Planeta" en el Museo de Historia Natural de Santiago a la cual se suman 120 artistas plásticos. La iniciativa se acompaña de mesas redondas con científicos, estetas y artistas.
En 1986 se desplaza a vivir 2 años a Curitiba – Brasil, ciudad donde nuevamente coordina junto al escultor Felipe Castillo la exposición "El Arte por la Paz". 100 artistas solidarizan y se involucran en el mensaje.
En 1994 y en 1997 es reconocida por el FONDART del Ministerio de Educación y realiza las esculturas monumentales en acero inoxidable "La Primavera", en El Quisco V Región y "El Encuentro II" en Algarrobo - V Región
En 1993 crea junto a Felipe Castillo la Corporación Cultural de Artistas Pro Ecología de la cual es presidenta, curando y coordinando numerosas exposiciones. Destacan entre ellas "TIERRA". Museo de Artes Decorativas de Lo Matta en Santiago
En 1995 es curadora y coordinadora de la exposición de Artistas Pro Ecología en el Museo de Arte Contemporáneo en Santiago, ese mismo año viaja a la Pinacoteca de Concepción en una muestra colectiva, de pintura, escultura y música.
En el año 1996 coordina junto a Felipe Castillo y es curadora de la exposición "El Arte Chileno en Cuba", montaje en que participan 10 escultores y 10 pintores para el Museo de La Revolución en La Habana, Cuba.
El año 1998, junto a otros integrantes de la Corporación de Artistas Pro Ecología, logra la obtención de la declaratoria de ZONA TÍPICA (zona protegida) del sector costero de Isla Negra, otorgado por el Ministerio de Educación de Chile.
Entre los años 2001 y 2002 es curadora y coordinadora junto al embajador Jaime Lagos de la importante exposición "Artistas Pro Ecología, Arte chileno Contemporáneo" en diversos museos europeos nórdicos, destacando Kastrupgard en Copenhague y Silkeborg, Dinamarca.
En el año 2002 coordina la exposición "Desde la Tierra de Neruda, Artistas ProEcología" 60 obras de arte en el Museo de  América en Madrid - España.
Entre 2007-2010 es curadora y coordinadora de la Exposición “Esculturas, Palacio de La Moneda”  con 8 exposiciones y 48 escultores en una rotativa de 6 escultores cada 4 meses. Con obras monumentales en los Patios de Los Cañones y de Los Naranjos en el Palacio de La Moneda en Santiago, Chile.
Desde 1995 a 2020 coordina y preside el evento  "Premio N'Aitun" en Isla Negra, único premio que destaca la labor de ecologistas y medioambientalistas. La ceremonia se realiza en la Casa Museo Pablo Neruda en Isla Negra.
2015: Coordina y cura la exposición en el Patio de Los Naranjos en el palacio de Gobierno. "Escultores en La Moneda"  (Marta Colvin, Francisca Cerda, Carlos Fernández, Marcela Romagnoli)

## Estrategia Visual
A mediados de la década del ochenta Cristina Pizarro se trasladó a la localidad de Isla Negra en la zona costera de San Antonio, Chile. La práctica escultórica junto al mar la llevó a abandonar el fierro y experimentar con nuevos materiales para evitar que sus obras se deterioraran por la oxidación. Pionera en el uso del acero inoxidable, material que sufre menos alteraciones a la intemperie, la artista ha mantenido su interés por crear obras de exterior que armonicen a cabalidad con el paisaje y la arquitectura del lugar en que van a ser emplazadas.
Siguiendo un proceso ligado al tratamiento industrial del acero, realiza pequeñas maquetas en plata, que luego convierte en obras monumentales. Sus esculturas son abstractas y consisten en distintos módulos de líneas curvas y formas ondulantes que une entre sí, sugiriendo de esta manera, la sensación de movimiento. La sinuosidad de las formas disimulan la frialdad del acero pulido y bruñido, cuyas luces y reflejos enriquecen los volúmenes.
Cristina Pizarro busca que las formas abstractas guarden relación con ideas del cosmos, el equilibrio ecológico y los ciclos vitales de la naturaleza. Muchas de sus obras evocan elementos de la tierra, plantas extinguidas y fósiles. Su compromiso con la belleza urbana y la preservación del medioambiente la ha llevado a trabajar en innumerables proyectos de hermoseamiento de distintas localidades cercanas a Isla Negra, como el Puerto de San Antonio, El Quisco y Algarrobo, así también en Santiago donde realizó una de las esculturas en acero inoxidable más grande que se haya emplazado en un espacio público en el país. Su escultura "Orión" (2000) forma parte de la colección de la Universidad de Cassino, Frosinnone en Italia. En el frontis de la embajada de Chile en Copenhague su obra "Rosa de Los Vientos" (2002) En el Museo Kastrupgard Salimgen- Dinamarca. "Nubes Cósmicas" en el Parque de Las Esculturas (2009)en Santiago. "Astral" Paseo La Pastora (2010) en Santiago, "Hoja II" (2012) Parque Bicentenario de Vitacura en Santiago. "Alma de Caracola" (2013) Universidad del BioBio en Chillán. "6 Lirios de Agua" (2013) Universidad del BíoBío en Comcepción.

## Premios y distinciones
1977 Mención de Honor, Tercera bienal Internacional de Valparaíso, Chile.
1980 Premio del Público Concurso Esculturas de Pequeño Formato, Ediciones DIART, Madrid, España.
1994 Concurso FONDART para ejecución de Monumento La Primavera en El Quisco, V Región, Chile.
1997 Concurso FONDART para ejecución de Monumento Dualidad, Algarrobo, V Región, Chile.
2006 Premio de la Crítica de Arte de Valparaíso. Chile